# Liste der Fische Österreichs
Die Liste der Fische Österreichs enthält die in Österreich von Natur aus vorkommenden Fischarten. Es werden etwas mehr als 80 Fischarten aufgelistet.
Das österreichische Umweltbundesamt gibt den RL-Status in der Roten Liste gefährdeter Tierarten an. In Österreich wurde im Jahr 2007 der Gefährdungsstatus der Fische zuletzt evaluiert. Bei der IUCN und in der Roten Liste Österreichs gibt es folgende Gefährdungsstatus:
| Status | IUCN                                                  | Rote Liste Österreich |
| ------ | ----------------------------------------------------- | --- |
|        | ausgestorben (engl. extinct)                          | Ein Taxon gilt als ausgestorben, wenn kein begründeter Zweifel besteht, dass das letzte Individuum tot ist. Ein Taxon gilt aus ausgestorben, wenn erschöpfende Erhebungen im bekannten oder vermuteten Lebensraum, zu geeigneten Tages- und Jahreszeiten über das gesamte ehemalige Verbreitungsgebiet keine Individuennachweise erbrachten. Die Erhebungen sollten sich über einen Zeitrahmen erstrecken, die dem Lebenszyklus und Lebensformtyp des Taxons angemessen ist. |
|        | in der Natur ausgestorben (engl. extinct in the wild) | Es gibt lediglich Individuen in Kultur, in Gefangenschaft oder in eingebürgerten Populationen außerhalb des natürlichen Verbreitungsgebietes. |
| 0RE    | regional ausgestorben (engl. regionally extinct)      | Ein Taxon gilt als regional ausgestorben, wenn kein begründeter Zweifel besteht, dass das letzte fortpflanzungsfähige Individuum in Österreich tot oder verschwunden ist, oder, im Falle einer früheren Gastart, Individuen das österreichische Gebiet nicht mehr aufsuchen. |
|        | vom Aussterben bedroht (engl. critically endangered)  | 50 % Aussterbenswahrscheinlichkeit in 10 Jahren oder 3 Generationen (maximal 100 Jahre). |
|        | stark gefährdet (engl. endangered)                    | 20 % Aussterbenswahrscheinlichkeit in 20 Jahren oder 5 Generationen (maximal 100 Jahre). |
|        | gefährdet (engl. vulnerable)                          | 10 % Aussterbenswahrscheinlichkeit in 100 Jahren. |
|        | potenziell gefährdet (engl. near threatened)          | Weniger als 10 % Aussterbenswahrscheinlichkeit in 100 Jahren, aber negative Bestandsentwicklung und hohe Aussterbensgefahr in Teilen des Gebietes. |
|        | nicht gefährdet (engl. least concern)                 | Weniger als 10 % Aussterbenswahrscheinlichkeit in 100 Jahren, weitere Attribute wie unter NT treffen nicht zu. |
|        | ungenügende Datengrundlage (engl. data deficient)     | Die vorliegenden Daten lassen keine Einstufung in die einzelnen Kategorien zu. |
|        | nicht beurteilt (engl. not evaluated)                 | Die Art wurde nicht eingestuft. |

Zusätzlich zu den gelisteten Arten werden auch in Österreich weitere Fischarten gefunden, die hier vom Menschen, zeitweise oder dauerhafter, angesiedelt worden sind. Diese sind in der Liste nicht enthalten.
Die folgende Tabelle zeigt für jede Fischart Österreichs, sofern vorhanden, ein Bild und das Verbreitungsgebiet. Zusätzlich werden die deutschen Namen, die wissenschaftlichen Namen, die Erstbeschreiber (Autoren), die Wikidata-Links (die farbigen Balken) und die Gefährdungsstatus der IUCN bzw. des österreichischen Umweltbundesamts angegeben.

## Ordnung:Neunaugen– Petromyzontiformes
| Bild                     | deutscher Name            | wissenschaftlicher Name und Autor | Verbreitungsgebiet | IUCN-RL | RL-Status |
| ------------------------ | ------------------------- | --------------------------------- | ------------------ | ------- | --------- |
| Familie: Petromyzontidae |                           |                                   |                    |         |           |
| weitere Bilder           | Ukrainisches Bachneunauge | Eudontomyzon mariae (Berg, 1931)  |                    | [ 2 ]   | VU        |
| weitere Bilder           | Bachneunauge              | Lampetra planeri (Bloch, 1784)    |                    | [ 3 ]   | EN        |

## Ordnung:Störartige– Acipenseriformes
| Bild                           | deutscher Name                           | wissenschaftlicher Name und Autor                  | Verbreitungsgebiet                    | IUCN-RL | RL-Status |
| ------------------------------ | ---------------------------------------- | -------------------------------------------------- | ------------------------------------- | ------- | --------- |
| Familie: Störe (Acipenseridae) |                                          |                                                    |                                       |         |           |
| weitere Bilder                 | Russischer Stör, Waxdick, Ossietra-Stör  | Acipenser gueldenstaedtii Brandt & Ratzeburg, 1833 |                                       | [ 4 ]   | RE        |
| weitere Bilder                 | Glattdick, Dick-Stör, Glatt-Stör         | Acipenser nudiventris Lovetzky, 1828               |                                       | [ 5 ]   | RE        |
| weitere Bilder                 | Sterlet                                  | Acipenser ruthenus Linnaeus, 1758                  | Verbreitungskarte Acipenser ruthenus  | [ 6 ]   | CR        |
| weitere Bilder                 | Sternhausen, Scherg                      | Acipenser stellatus Pallas, 1771                   | Verbreitungskarte Acipenser stellatus | [ 7 ]   | RE        |
| weitere Bilder                 | Europäischer Hausen, Beluga-Stör, Hausen | Huso huso (Linnaeus, 1758)                         |                                       | [ 8 ]   | RE        |

## Ordnung:Aalartige– Anguilliformes
| Bild                        | deutscher Name        | wissenschaftlicher Name und Autor  | Verbreitungsgebiet                  | IUCN-RL | RL-Status |
| --------------------------- | --------------------- | ---------------------------------- | ----------------------------------- | ------- | --------- |
| Familie: Aale (Anguillidae) |                       |                                    |                                     |         |           |
| weitere Bilder              | Europäischer Aal, Aal | Anguilla anguilla (Linnaeus, 1758) | Verbreitungskarte Anguilla anguilla | [ 9 ]   | RE        |

## Ordnung:Barschartige– Perciformes
| Bild                                 | deutscher Name                                                           | wissenschaftlicher Name und Autor                                  | Verbreitungsgebiet                       | IUCN-RL | RL-Status |
| ------------------------------------ | ------------------------------------------------------------------------ | ------------------------------------------------------------------ | ---------------------------------------- | ------- | --------- |
| Familie: Groppen (Cottidae)          |                                                                          |                                                                    |                                          |         |           |
| weitere Bilder                       | Groppe, Koppe, Kaulkopf, Rotzkopf, Westgroppe, Mühlkoppe, Dickkopf, Dolm | Cottus gobio Linnaeus, 1758                                        | Verbreitungskarte Cottus gobio           | [ 10 ]  | NT        |
| Familie: Stichlinge (Gasterosteidae) |                                                                          |                                                                    |                                          |         |           |
| weitere Bilder                       | Dreistachliger Stichling                                                 | Gasterosteus aculeatus Linnaeus, 1758                              | Verbreitungskarte Gasterosteus aculeatus | [ 11 ]  | NE        |
| Familie: Echte Barsche (Percidae)    |                                                                          |                                                                    |                                          |         |           |
| weitere Bilder                       | Donaukaulbarsch                                                          | Gymnocephalus baloni Holčík & Hensel, 1974                         | Verbreitungskarte Gymnocephalus baloni   | [ 12 ]  | VU        |
| weitere Bilder                       | Kaulbarsch                                                               | Gymnocephalus cernua, Syn.: Gymnocephalus cernuus (Linnaeus, 1758) | Verbreitungskarte Gymnocephalus cernua   | [ 13 ]  | LC        |
| weitere Bilder                       | Schrätzer                                                                | Gymnocephalus schraetser (Linnaeus, 1758)                          |                                          | [ 14 ]  | VU        |
| weitere Bilder                       | Flussbarsch, Kretzer, Egli                                               | Perca fluviatilis Linnaeus, 1758                                   |                                          | [ 15 ]  | LC        |
| weitere Bilder                       | Zander, Hechtbarsch, Zahnmaul, Fogosch, Schill, Sander                   | Sander lucioperca (Linnaeus, 1758)                                 |                                          | [ 16 ]  | NT        |
| weitere Bilder                       | Wolgazander, Steinschill                                                 | Sander volgensis (Gmelin, 1788)                                    |                                          | [ 17 ]  | EN        |
| weitere Bilder                       | Streber                                                                  | Zingel streber (Siebold, 1863)                                     |                                          | [ 18 ]  | EN        |
| weitere Bilder                       | Zingel                                                                   | Zingel zingel (Linnaeus, 1766)                                     |                                          | [ 19 ]  | VU        |

## Ordnung:Dorschartige– Gadiformes
| Bild                       | deutscher Name                                                                  | wissenschaftlicher Name und Autor | Verbreitungsgebiet                                                                 | IUCN-RL | RL-Status |
| -------------------------- | ------------------------------------------------------------------------------- | --------------------------------- | ---------------------------------------------------------------------------------- | ------- | --------- |
| Familie: Quappen (Lotidae) |                                                                                 |                                   |                                                                                    |         |           |
| weitere Bilder             | Quappe, Aalrutte, Trüsche, Trische, Rutte, Ruppe, Aalquappe, Aalraupe, Quappaal | Lota lota (Linnaeus, 1758)        | Verbreitungskarte Lota lota in Europa · Verbreitungskarte Lota lota in Nordamerika | [ 20 ]  | VU        |

## Ordnung:Grundelartige– Gobiiformes
| Bild                         | deutscher Name                                               | wissenschaftlicher Name und Autor                                    | Verbreitungsgebiet                         | IUCN-RL | RL-Status |
| ---------------------------- | ------------------------------------------------------------ | -------------------------------------------------------------------- | ------------------------------------------ | ------- | --------- |
| Familie: Grundeln (Gobiidae) |                                                              |                                                                      |                                            |         |           |
| weitere Bilder               | Nackthals-Grundel, Nackthalsgrundel                          | Babka gymnotrachelus, Syn.: Neogobius gymnotrachelus (Kessler, 1857) | Verbreitungskarte Babka gymnotrachelus     | [ 21 ]  | NE        |
| weitere Bilder               | Schwarzmund-Grundel, Schwarzmundgrundel, Schwarzmeer-Grundel | Neogobius melanostomus (Pallas, 1814)                                | Verbreitungskarte Neogobius melanostomus   | [ 22 ]  | NE        |
| weitere Bilder               | Kessler-Grundel, Kesslergrundel                              | Ponticola kessleri, Syn.: Neogobius kessleri (Günther, 1861)         | Verbreitungskarte Ponticola kessleri       | [ 23 ]  | NE        |
| weitere Bilder               | Marmorierte Grundel                                          | Proterorhinus marmoratus (Pallas, 1814)                              | Verbreitungskarte Proterorhinus marmoratus | [ 24 ]  | EN        |

## Ordnung:Hechtartige– Esociformes
| Bild              | deutscher Name                                              | wissenschaftlicher Name und Autor | Verbreitungsgebiet              | IUCN-RL | RL-Status |
| ----------------- | ----------------------------------------------------------- | --------------------------------- | ------------------------------- | ------- | --------- |
| Familie: Esocidae |                                                             |                                   |                                 |         |           |
| weitere Bilder    | Hecht                                                       | Esox lucius Linnaeus, 1758        | Verbreitungskarte Esox lucius   | [ 25 ]  | NT        |
| weitere Bilder    | Europäischer Hundsfisch, Ungarischer Hundsfisch, Hundsfisch | Umbra krameri Walbaum, 1792       | Verbreitungskarte Umbra krameri | [ 26 ]  | CR        |

## Ordnung:Karpfenartige– Cypriniformes
| Bild                                      | deutscher Name                                                                                                  | wissenschaftlicher Name und Autor                                       | Verbreitungsgebiet              | IUCN-RL | RL-Status |
| ----------------------------------------- | --- | ----------------------------------------------------------------------- | ------------------------------- | ------- | --------- |
| Familie: Bachschmerlen (Nemacheilidae)    | |                                                                         |                                 |         |           |
| weitere Bilder                            | Bachschmerle, Bartgrundel, Schmerle                                                                             | Barbatula barbatula (Linnaeus, 1758)                                    |                                 | [ 27 ]  | LC        |
| Familie: Bitterlinge (Acheilognathidae)   | |                                                                         |                                 |         |           |
| weitere Bilder                            | Bitterling | Rhodeus amarus (Bloch, 1782)                                            |                                 | [ 28 ]  | VU        |
| Familie: Gründlingsverwandte (Gobionidae) | |                                                                         |                                 |         |           |
| weitere Bilder                            | Gründling, Kressling, Kreßling, Kresse                                                                          | Gobio gobio (Linnaeus, 1758)                                            |                                 | [ 29 ]  | LC        |
| weitere Bilder                            | Blaubandbärbling                                                                                                | Pseudorasbora parva (Temminck & Schlegel, 1846)                         |                                 | [ 30 ]  | NE        |
| weitere Bilder                            | Weißflossen-Gründling, Weißflossengründling                                                                     | Romanogobio albipinnatus, Syn.: Gobio albipinnatus (Lukasch, 1933)      |                                 | [ 31 ]  | LC        |
| weitere Bilder                            | Kesslers Gründling, Kesslergründling                                                                            | Romanogobio kesslerii, Syn.: Gobio kesslerii Dybowski, 1862             |                                 | [ 32 ]  | EN        |
| weitere Bilder                            | Steingreßling, Steingressling                                                                                   | Romanogobio uranoscopus, Syn.: Gobio uranoscopus (Agassiz, 1828)        |                                 | [ 33 ]  | CR        |
| Familie: Karpfenfische (Cyprinidae)       | |                                                                         |                                 |         |           |
| weitere Bilder                            | Barbe, Flussbarbe, Barbel, Pigge                                                                                | Barbus barbus (Linnaeus, 1758)                                          | Verbreitungskarte Barbus barbus | [ 34 ]  | NT        |
|                                           | Hundsbarbe, Nudelbarbe, Semling                                                                                 | Barbus sp. (petenyi-Gruppe)                                             |                                 |         | CR        |
| weitere Bilder                            | Karausche | Carassius carassius (Linnaeus, 1758)                                    |                                 | [ 35 ]  | EN        |
| weitere Bilder                            | Giebel, Silberkarausche                                                                                         | Carassius gibelio (Bloch, 1782)                                         |                                 |         | LC        |
| weitere Bilder                            | Karpfen | Cyprinus carpio Linnaeus, 1758                                          |                                 | [ 36 ]  | EN        |
| weitere Bilder                            | Seerüssling | Vimba elongata (Valenciennes, 1844)                                     |                                 |         | EN        |
| Familie: Steinbeißer (Cobitidae)          | |                                                                         |                                 |         |           |
| weitere Bilder                            | Steinbeißer, Dorngrundel                                                                                        | Cobitis taenia, Cobitis sp., „Steinbeißer“ (Linnaeus, 1758)             |                                 | [ 37 ]  | VU        |
| weitere Bilder                            | Europäischer Schlammpeitzger, Schlammpeitzger                                                                   | Misgurnus fossilis (Linnaeus, 1758)                                     |                                 | [ 38 ]  | CR        |
| Balkan-Goldsteinbeißer                    | Balkan-Goldsteinbeißer                                                                                          | Sabanejewia balcanica (Karaman, 1922)                                   |                                 | [ 39 ]  | EN        |
| Familie: Tincidae                         | |                                                                         |                                 |         |           |
| weitere Bilder                            | Schleie, Schlei                                                                                                 | Tinca tinca (Linnaeus, 1758)                                            |                                 | [ 40 ]  | VU        |
| Familie: Weißfische (Leuciscidae)         | |                                                                         |                                 |         |           |
| weitere Bilder                            | Brachse, Brachsen, Brasse, Brachsme, Brachsmen, Bresen, Pliete, Blei                                            | Abramis brama (Linnaeus, 1758)                                          |                                 | [ 41 ]  | LC        |
| weitere Bilder                            | Schneider, Alandblecke, Breitblecke                                                                             | Alburnoides bipunctatus (Bloch, 1782)                                   |                                 | [ 42 ]  | LC        |
| weitere Bilder                            | Ukelei, Laube, Ablette, Zwiebelfisch, Laugele                                                                   | Alburnus alburnus (Linnaeus, 1758)                                      |                                 | [ 43 ]  | LC        |
| weitere Bilder                            | Mairenke, Seelaube                                                                                              | Alburnus chalcoides, Syn.: Chalcalburnus chalcoides (Güldenstädt, 1772) |                                 | [ 44 ]  | LC        |
| weitere Bilder                            | Zope, Spitzpleinzen                                                                                             | Ballerus ballerus, Syn.: Abramis ballerus (Linnaeus, 1758)              |                                 | [ 45 ]  | EN        |
| weitere Bilder                            | Zobel, Scheibpleinzen                                                                                           | Ballerus sapa, Syn.: Abramis sapa (Pallas, 1814)                        | Verbreitungskarte Ballerus sapa | [ 46 ]  | EN        |
| weitere Bilder                            | Güster, Blicke, Pliete, Halbbrasse                                                                              | Blicca bjoerkna, Syn.: Abramis bjoerkna (Linnaeus, 1758)                |                                 | [ 47 ]  | LC        |
| weitere Bilder                            | Nase, Näsling, Schnabel                                                                                         | Chondrostoma nasus (Linnaeus, 1758)                                     |                                 | [ 48 ]  | NT        |
| weitere Bilder                            | Moderlieschen, Malinchen, Modke, Mudchen, Mutterloseken, Schneiderkarpfen, Sonnenfischchen, Witting, Zwerglaube | Leucaspius delineatus (Heckel, 1843)                                    |                                 | [ 49 ]  | EN        |
| weitere Bilder                            | Rapfen, Schied                                                                                                  | Leuciscus aspius, Syn.: Aspius aspius (Linnaeus, 1758)                  |                                 | [ 50 ]  | EN        |
| weitere Bilder                            | Aland, Nerfling, Orfe, Seider                                                                                   | Leuciscus idus (Linnaeus, 1758)                                         |                                 | [ 51 ]  | EN        |
| weitere Bilder                            | Hasel | Leuciscus leuciscus (Linnaeus, 1758)                                    |                                 | [ 52 ]  | NT        |
| weitere Bilder                            | Ziege, Sichling                                                                                                 | Pelecus cultratus (Linnaeus, 1758)                                      |                                 | [ 53 ]  | NT        |
| weitere Bilder                            | Elritze, Pfrille, Bitterfisch, Maipiere                                                                         | Phoxinus phoxinus (Linnaeus, 1758)                                      |                                 | [ 54 ]  | NT        |
| weitere Bilder                            | Perlfisch | Rutilus meidingeri (Heckel, 1851)                                       |                                 | [ 55 ]  | EN        |
| weitere Bilder                            | Frauennerfling, Pigo                                                                                            | Rutilus pigus (Lacépède, 1803)                                          |                                 | [ 56 ]  | EN        |
| weitere Bilder                            | Rotauge, Plötze, Unechte Rotfeder, Schwal                                                                       | Rutilus rutilus (Linnaeus, 1758)                                        |                                 | [ 57 ]  | LC        |
| weitere Bilder                            | Rotfeder, Unechtes Rotauge, Rotblei, Rötel                                                                      | Scardinius erythrophthalmus (Linnaeus, 1758)                            |                                 | [ 58 ]  | LC        |
| weitere Bilder                            | Döbel, Aitel, Alet, Eitel                                                                                       | Squalius cephalus, Syn.: Leuciscus cephalus (Linnaeus, 1758)            |                                 | [ 59 ]  | LC        |
| weitere Bilder                            | Strömer, Rißling                                                                                                | Telestes souffia, Syn.: Leuciscus souffia Risso, 1826                   |                                 | [ 60 ]  | EN        |
| weitere Bilder                            | Zährte, Russnase, Rußnase                                                                                       | Vimba vimba (Linnaeus, 1758)                                            |                                 | [ 61 ]  | VU        |

## Ordnung:Lachsartige– Salmoniformes
| Bild                              | deutscher Name                           | wissenschaftlicher Name und Autor      | Verbreitungsgebiet                                    | IUCN-RL | RL-Status |
| --------------------------------- | ---------------------------------------- | -------------------------------------- | ----------------------------------------------------- | ------- | --------- |
| Familie: Lachsfische (Salmonidae) |                                          |                                        |                                                       |         |           |
| weitere Bilder                    | Sandfelchen                              | Coregonus arenicolus Kottelat, 1997    | endemisch im Bodensee                                 | [ 62 ]  | VU        |
|                                   | Attersee-Reinanke                        | Coregonus atterensis Kottelat, 1997    | endemisch im Attersee, Millstätter See, Ossiacher See | [ 63 ]  | VU        |
| weitere Bilder                    | Riedling                                 | Coregonus danneri Vogt, 1908           |                                                       | [ 64 ]  | VU        |
| weitere Bilder                    | Bodensee-Kilch, Kilch                    | Coregonus gutturosus (Gmelin, 1818)    | endemisch im Bodensee                                 | [ 65 ]  | EX        |
| weitere Bilder                    | Gangfisch                                | Coregonus macrophthalmus Nüsslin, 1882 | endemisch im Bodensee                                 | [ 66 ]  | LC        |
|                                   | Starnberger Renke, Traunsee-Reinanke     | Coregonus renke (Schrank, 1783)        | in Österreich nur im Traunsee und Hallstätter See     | [ 67 ]  | VU        |
| weitere Bilder                    | Bodenseefelchen, Blaufelchen             | Coregonus wartmanni (Bloch, 1784)      | endemisch im Bodensee                                 | [ 68 ]  | LC        |
|                                   | Kröpfling                                | Coregonus sp. „Kröpfling“              |                                                       |         | CR        |
|                                   |                                          | Coregonus sp. „Kärnten“                |                                                       |         | DD        |
|                                   |                                          | Coregonus sp. „Tirol“                  |                                                       |         | DD        |
|                                   |                                          | Coregonus sp. „Trumer Seen“            |                                                       |         | DD        |
|                                   |                                          | Coregonus sp.                          |                                                       |         | NE        |
| weitere Bilder                    | Huchen, Donaulachs, Rotfisch             | Hucho hucho (Linnaeus, 1758)           |                                                       | [ 69 ]  | EN        |
| weitere Bilder                    | Regenbogenforelle                        | Oncorhynchus mykiss (Walbaum, 1792)    | Verbreitungskarte Oncorhynchus mykiss                 |         | NE        |
| weitere Bilder                    | Forelle, Bachforelle                     | Salmo trutta Linnaeus, 1758            |                                                       | [ 70 ]  | NT        |
| weitere Bilder                    | Bachsaibling                             | Salvelinus fontinalis (Mitchill, 1814) |                                                       |         | NE        |
| weitere Bilder                    | Tiefseesaibling, Bodensee-Tiefensaibling | Salvelinus profundus Schillinger, 1901 | endemisch im Bodensee                                 | [ 71 ]  | EX        |
| weitere Bilder                    | Seesaibling                              | Salvelinus umbla (Linnaeus, 1758)      |                                                       | [ 72 ]  | LC        |
| weitere Bilder                    | Europäische Äsche, Äsche                 | Thymallus thymallus (Linnaeus, 1758)   | Verbreitungskarte Thymallus thymallus                 | [ 73 ]  | VU        |

## Ordnung:Sonnenbarschartige– Centrarchiformes
| Bild                                   | deutscher Name                                        | wissenschaftlicher Name und Autor | Verbreitungsgebiet                                                                               | IUCN-RL | RL-Status |
| -------------------------------------- | ----------------------------------------------------- | --------------------------------- | ------------------------------------------------------------------------------------------------ | ------- | --------- |
| Familie: Sonnenbarsche (Centrarchidae) |                                                       |                                   |                                                                                                  |         |           |
| weitere Bilder                         | Gemeiner Sonnenbarsch, Sonnenbarsch, Kürbiskernbarsch | Lepomis gibbosus (Linnaeus, 1758) | Verbreitungskarte Lampetra planeri in Europa · Verbreitungskarte Lampetra planeri in Nordamerika | [ 74 ]  | NE        |

## Ordnung:Welsartige– Siluriformes
| Bild                             | deutscher Name                                          | wissenschaftlicher Name und Autor | Verbreitungsgebiet               | IUCN-RL | RL-Status |
| -------------------------------- | ------------------------------------------------------- | --------------------------------- | -------------------------------- | ------- | --------- |
| Familie: Echte Welse (Siluridae) |                                                         |                                   |                                  |         |           |
| weitere Bilder                   | Europäischer Wels, Schaidfisch, Flusswels, Wels, Waller | Silurus glanis Linnaeus, 1758     | Verbreitungskarte Silurus glanis | [ 75 ]  | VU        |